# 2006年トリノオリンピックのスロバキア選手団
2006年トリノオリンピックのスロバキア選手団（2006ねんトリノオリンピックのスロバキアせんしゅだん）は、2006年2月10日から2月26日までイタリアのトリノで開催された2006年トリノオリンピックのスロバキア選手団、およびその競技結果。

## 概要
今大会は、銀メダル1個を獲得した。
スノーボード男子スノーボードクロスで、ラドスラフ・ジデクが冬季オリンピックスロバキア初のメダルとなる銀メダルを獲得した。

## メダル
| メダル | 選手名             | 競技         | 種目                   |
| ------ | ------------------ | ------------ | ---------------------- |
| 銀     | ラドスラフ・ジデク | スノーボード | 男子スノーボードクロス |